# واير شارك
واير شارك (بالإنجليزية: Wireshark) هو برنامج حر ومفتوح المصدر للتنصت على الشبكة وتحليل الحزم. يستخدم لاكتشاف الأخطاء في الشبكة، وتحليل الشبكات وكذلك للأغراض التعليمية. سمي المشروع في البداية باسم Ethereal ثم غُير إسمه في مايو 2006 بسبب مشكلة في اختيار العلامة التجارية.
برنامج واير شارك متعدد المنصات يعمل على لينكس، ويندوز، ماك أو إس، بي إس دي، سولاريس وبعض أنظمة التشغيل الأخرى الشبيهة بيونكس.

## الوظائف
يشبه واير شارك إلى حد كبير برنامج tcpdump، ولكنه يحتوي على واجهة مستخدم رسومية، بالإضافة إلى بعض خيارات الفرز والتصفية المدمجة.
يتيح واير شارك للمستخدم وضع بطاقة الشبكة في الوضع المختلط (إذا كانت مدعومة بواسطة وحدة التحكم في بطاقة الشبكة)، حتى يتمكنوا من رؤية كل حركة المرور المرئية على تلك الواجهة بما في ذلك حركة المرور الأحادية التي لم يتم إرسالها إلى عنوان التحكم بالنفاذ للوسط الخاص بوحدة التحكم في واجهة الشبكة. ومع ذلك، عند الالتقاط باستخدام التقاط حزم البيانات المارة بالشبكات في الوضع المختلط على منفذ في المبدل، لا يتم بالضرورة إرسال كل حركة المرور عبر المحول إلى المنفذ حيث يتم الالتقاط، لذا فإن الالتقاط في الوضع المختلط ليس بالضرورة كافيًا لرؤية الشبكة بالكامل حركة المرور. يعمل انعكاس المنفذ أو صنابير الشبكة المختلفة على توسيع الالتقاط إلى أي نقطة على الشبكة. الصنابير السلبيّة البسيطة شديدة المقاومة للعبث [بحاجة لمصدر]
.في جنو/ لينكس وبي إس دي وماك آو إس، باستخدام بي كاب 1.0.0 أو أحدث، يمكن لـ واير شارك 1.4 والإصدارات الأحدث أيضًا وضع وصلة الإنترنت المتنقلة في وضع الشاشة. إذا التقطت آلة بعيدة الحزم وأرسلت الحزم الملتقطة إلى جهاز يقوم بتشغيل واير شارك باستخدام بروتوكول TZSP أو البروتوكول المستخدم بواسطة OmniPeek، فإن واير شارك يشرح هذه الحزم، حتى يتمكن من تحليل الحزم التي تم التقاطها على جهاز بعيد في وقت التقاطها.

## التاريخ
في أواخر التسعينيات، كان جيرالد كومبس، خريج علوم الكمبيوتر من جامعة ميسوري - كانساس سيتي، يعمل لدى مزود خدمة الإنترنت صغير. تم تسعير منتجات تحليل البروتوكول التجارية في ذلك الوقت حوالي 1500 دولار  ولم يتم تشغيلها على منصات الشركة الأساسية (سولاريس ولينكس)، لذلك بدأ جيرالد في كتابة Ethereal وأصدر النسخة الأولى في حوالي عام 1998. العلامة التجارية Ethereal مملوكة لشركة Network Integration Services.
في مايو 2006، قبل كومبس وظيفة في CACE Technologies. لا يزال كومبس يحتفظ بحقوق الطبع والنشر لمعظم كود مصدر Ethereal (والباقي يمكن إعادة توزيعه بموجب GNU GPL)، لذلك استخدم محتويات مستودع Ethereal أباتشي سبفيرجن كأساس لمستودع واير شارك. ومع ذلك، لم يكن يمتلك العلامة التجارية Ethereal، لذلك قام بتغيير الاسم إلى واير شارك. في عام 2010، اشترت شركة Riverbed Technology CACE  وتولت منصب الراعي الرئيسي لـ واير شارك. توقف التطور الأثيري، وأوصى مستشار أمان أثيري بالتبديل إلى واير شارك.
فاز واير شارك بالعديد من الجوائز الصناعية على مر السنين،  بما في ذلك إنفو وورلد إي ويك،  ،  ومجلة بي سي. وهو أيضًا أفضل متلصص للحزم في استطلاع أدوات أمان الشبكة Insecure.Org  وكان مشروع SourceForge للشهر في أغسطس 2010.
يستمر Combs في الحفاظ على الكود العام لـ واير شارك وإصدار إصدارات الإصدارات الجديدة من البرنامج. يسرد موقع المنتج أكثر من 600 مؤلف مساهم إضافي.

## الميزات
واير شارك هو برنامج لالتقاط البيانات «يفهم» بنية (تغليف) بروتوكولات الشبكات المختلفة. يمكنه تحليل وعرض الحقول مع معانيها كما هو محدد بواسطة بروتوكولات الشبكات المختلفة. يستخدم واير شارك بي كاب لالتقاط الحزم، لذلك يمكنه فقط التقاط الحزم على أنواع الشبكات التي يدعمها بي كاب.
يمكن التقاط البيانات «من السلك» من اتصال شبكة مباشر أو قراءتها من ملف الحزم التي تم التقاطها بالفعل.
- يمكن قراءة البيانات الحية من أنواع مختلفة من الشبكات، بما في ذلك إيثرنت وآي تربل إي 802.11 وبروتوكول الربط بين نقطتين PPP والاسترجاع.
- يمكن تصفح بيانات الشبكة الملتقطة عبر واجهة المستخدم الرسومية، أو عبر إصدار المحطة الطرفية (سطر الأوامر) من الأداة المساعدة TShark.
- يمكن تحرير الملفات الملتقطة برمجيًا أو تحويلها عبر مفاتيح تبديل سطر الأوامر إلى برنامج "editcap".
- يمكن تحسين عرض البيانات باستخدام مرشح العرض.
- يمكن إنشاء برنامج مساعد لتشريح البروتوكولات الجديدة.[28]
- يمكن الكشف عن مكالمات الصوت عبر الإنترنت VoIP في حركة المرور الملتقطة. إذا تم ترميزه بترميز متوافق، فيمكن حتى تشغيل تدفق الوسائط.
- يمكن التقاط حركة مرور يو إس بي USB الخام.[29]
- يمكن أيضًا تصفية الاتصالات اللاسلكية طالما أنها تعبر شبكة إيثرنت المراقبة. [بحاجة لتوضيح]
- يمكن ضبط العديد من الإعدادات والمؤقتات والمرشحات لتوفير وسيلة لتصفية مخرجات حركة المرور الملتقطة. تنسيق ملف تتبع الشبكة الأصلي لـ واير شارك هو تنسيق libpcap المدعوم من libpcap و WinPcap، لذلك يمكنه تبادل تتبعات الشبكة الملتقطة مع التطبيقات الأخرى التي تستخدم نفس التنسيق، بما في ذلك tcpdump و CA NetMaster. يمكنه أيضًا قراءة اللقطات من أدوات تحليل الشبكة الأخرى، مثل snoop وNetwork General's Sniffer و Microsoft Network Monitor.

## الأمان
يتطلب التقاط حركة مرور الشبكة الأولية من واجهة امتيازات مرتفعة على بعض الأنظمة الأساسية. لهذا السبب، غالبًا ما تعمل الإصدارات القديمة من Ethereal / واير شارك و tethereal / TShark بامتيازات المستخدم الخارق. بالنظر إلى العدد الهائل من منشئي البروتوكول الذين يتم استدعاؤهم عند التقاط حركة المرور والاعتراف بإمكانية وجود خطأ في المنشئ، يمكن أن تشكل مخاطر أمنية خطيرة. نظرًا للعدد الكبير نسبيًا من الثغرات الأمنية في الماضي (والتي سمح الكثير منها بتنفيذ التعليمات البرمجية عن بُعد) وشكوك المطورين بشأن تطوير مستقبلي أفضل، أزالت أوبن بي إس دي Ethereal من شجرة منافذها قبل أوبن بي إس دي 3.6.
الامتيازات المرتفعة ليست مطلوبة لجميع العمليات. على سبيل المثال، البديل هو تشغيل tcpdump أو الأداة المساعدة dumpcap التي تأتي مع واير شارك مع امتيازات المستخدم المتميز لالتقاط الحزم في ملف، ثم تحليل الحزم لاحقًا عن طريق تشغيل واير شارك بامتيازات مقيدة. لمحاكاة التحليل شبه الحقيقي، قد يتم دمج كل ملف تم التقاطه بواسطة mergecap في ملف متزايد تتم معالجته بواسطة واير شارك. على الشبكات اللاسلكية، من الممكن استخدام أدوات الحماية اللاسلكية ايركراك-أن جي لالتقاط إطارات آي تربل إي 802.11 وقراءة ملفات التفريغ الناتجة باستخدام واير شارك.
اعتبارًا من واير شارك 0.99.7، يقوم واير شارك و TShark بتشغيل dumpcap لأداء التقاط حركة المرور. الأنظمة الأساسية التي تتطلب امتيازات خاصة لالتقاط حركة المرور تحتاج فقط إلى تشغيل dumpcap مع تلك الامتيازات. لا يحتاج واير شارك أو TShark أو يجب تشغيلهما بامتيازات خاصة.

## لون الترميز
يمكن لـ واير شارك تلوين الحزم بناءً على القواعد التي تتطابق مع حقول معينة في الحزم، لمساعدة المستخدم على تحديد أنواع حركة المرور في لمحة. يتم توفير مجموعة قواعد افتراضية؛ يمكن للمستخدمين تغيير القواعد الحالية لحزم التلوين أو إضافة قواعد جديدة أو إزالة القواعد.

## التقاط حزمة المحاكاة
يمكن أيضًا استخدام واير شارك لالتقاط الحزم من معظم أدوات محاكاة الشبكة مثل ns و OPNET Modeler و NetSim.

## وصلات خارجية
- واير شارك على موقع Open Hub (الإنجليزية)
- واير شارك على موقع Free Software Directory (الإنجليزية)
- واير شارك على موقع Framasoft (الفرنسية)
- واير شارك على موقع SourceForge (الإنجليزية)
- الموقع الرسمي